# Masacre de Eldorado do Carajás
La Masacre de Eldorado dos Carajás fue el asesinato de diecinueve trabajadores rurales y campesinos sin-tierra que ocurrió en 17 de abril de 1996 en el municipio de Eldorado dos Carajás, en el sur del Pará, Brasil a manos de la policía del estado del Pará.
Diecinueve sin-tierra fueron asesinados por la Policía Milite del Estado de Pará. El enfrentamiento ocurrió cuando 1.500 sin-tierra que estaban acampados en la región decidieron hacer una marcha en protesta contra la demora en la expropiación de tierras, principalmente las de la Hacienda Macaxeira. La policía militar fue encargada de expulsarlos del local, porque estarían obstruyendo la carretera BR-155, que conecta la capital Belén con el sur del estado.

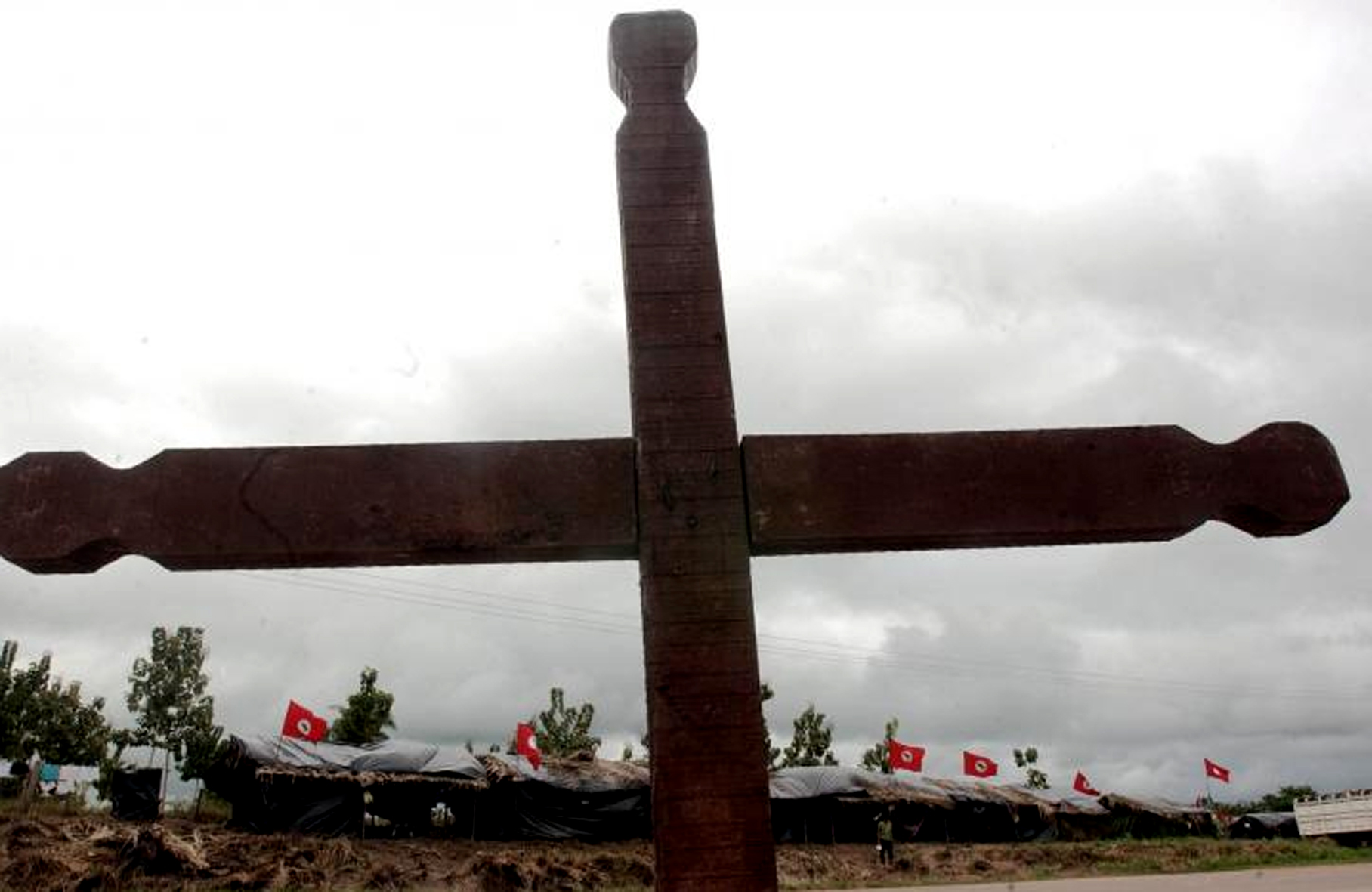
Cruz marca el local de la masacre en Eldorado dos Carajás

El episodio tuvo lugar bajo el gobierno de Almir Gabriel. La orden para la acción policial partió del Secretario de Seguridad de Pará, Paulo Sette Cámara, que declaró, tras lo ocurrido, que había autorizado "usar la fuerza necesaria, inclusive tirar". En consonancia con los sin-tierra oídos por la prensa en la época, los policías llegaron al local tirando bombas de gas lacrimogêneo.
Según el forense Nelson Massini, que hizo la pericia de los cuerpos, por lo menos 10 sin-tierra fueron ejecutados a quemarropa. Siete labradores fueron asesinados por instrumentos cortantes, como hoces y machetes.
El mando de la operación estaba a cargo del coronel Mário Pegues Pantoja, que fue cesado ese mismo día, quedando 30 días en prisión domiciliar, determinada por el gobernador del Estado, y después liberado. Él perdió el mando del Batallón de Marabá. El ministro de la Agricultura, Andrade Vieira, encargado de la reforma agraria, dimitió esa misma noche, siendo sustituido, días después, por el senador Arlindo Puerto.
Una semana después de la masacre, el Gobierno Federal confirmó la creación del Ministerio de la Reforma Agraria e indicó al entonces presidente del Ibama, Raul Jungmann, para el cargo de ministro. José Gregori, que en la época era jefe de gabinete del entonces ministro de la Justicia, Nelson Jobim, declaró que "el reo de ese crimen es la policía, que tuvo un comandante que actuó de forma inadecuada, de una manera que jamás podría haber actuado", al evaluar el vídeo del enfrentamiento.
El entonces presidente Fernando Henrique Cardoso determinó que tropas del ejército fueran desplazadas para la región en 19 de abril con el objetivo de contener la escalada de violencia. El presidente pidió la prisión inmediata de los responsables por la masacre.
El ministro de la Justicia, Nelson Jobim, se juntó a las autoridades policiales y de la Judicatura, en el Pará, a pedido del gobierno federal, para acompañar las investigaciones. El general Alberto Cardoso, ministro-jefe de la Casa Militar de la Presidencia de la República, fue el primer representante del gobierno en llegar a Eldorado dos Carajás.

## Uno de los responsables
A comienzos de mayo de 1996, el "fazendeiro" Ricardo Marcondes de Olivo, de 30 años, depuso, responsabilizando al dueño de la hacienda Macaxeira por la matanza. Lo acusó de haber sobornado a la Policía Militar para que matara a los líderes de los sin-tierra. Además dijo que él había sido buscado para contribuir con la colecta del dinero. El dinero habría sido entregado al coronel Mário Pantoja, comandante de la PM de Marabá, que estuvo al frente de la operación que resultó en la masacre. Ningún propietario o capataz fue investigado en el interrogatorio de la Vigila

## Involucrados
Los 155 policías militares que participaron de la operación fueron imputados bajo la acusación de homicidio por el Instituto de Investigaciones Locales (IPM). Esta decisión fue tomada premeditadamente, pues por nuestra la ley penal brasileña no es posible castigar en grupo, el delito debe ser individualizado. Como no hubo pericia en las armas y proyectiles para saber qué policías alcanzaron a determinadas víctimas, los 21 homicidios y las diversas lesiones, permanecen impunes. En octubre del mismo año, el procurador-general de la República, Geraldo Brindeiro, determinó que la Policía Federal reconstituyese el interrogatorio, pues estaba repleto de imperfecciones técnicas. En este parecer, Brindeiro dice que  el gobernador Almir Gabriel autorizó la desobstrucción de la carretera y que, por lo tanto, tenía conocimiento de la operación. A finales del año, el proceso, que había sido desplegado en dos volúmenes, aún estaba parado en el Tribunal de Justicia de Belén, que trata de los crímenes de lesiones corporales, y en el Forum de Curionópolis, que quedó encargado de los homicidios. En mayo de 2012, el coronel Mário Pegues Pantoja y el mayor José Maria Pereira de Olivo fueron prendidos, condenados, el primero a 228 años y el segundo a 158 años de reclusión, por la masacre.

## Memorial
El Monumento Eldorado Memoria, proyectado por el arquitecto Oscar Niemeyer para recordar a las víctimas de la masacre de los sin-tierra, inaugurado en Marabá el 7 de septiembre de 1996, fue destruido días después. Uno de los líderes de los sin-tierra del Sur del Pará afirmó que la destrucción fue encargada por los fazendeiros de la región. El arquitecto dijo que ya esperaba por esto. "Aconteció el mismo cuando levantamos el monumento en homenaje a los obreros muertos por el Ejército en la ocupación de la CSN, en Vuelta Redonda, en Río de Janeiro", comentó.